# Berberis pakistanica
Berberis pakistanica là một loài thực vật có hoa trong họ Hoàng mộc. Loài này được Qureshi & Chaudhri mô tả khoa học đầu tiên năm 1987.